# ماتيلدا (فلم 1996)
ماتيلدا (بالإنجليزية: Matilda)،فيلم فنتازيا كوميدي أُنتج عام 1996، الفيلم من إخراج داني ديفيتو الذي أنتج أيضًا الفيلم بالاشتراك مع مايكل شامبرغ، ستايسي شير وولوسي داهل. الفيلم من كتابة نيكولاس كازان وروبن سويكودر الفيلم مبني على رواية تحمل نفس الاسم للكاتب روالد دال.
الفيلم من بطولة مارا ويلسون، ديفيتو، ريا بيرلمان، إيمبث ديفيدتز وبام فيريس.
تم عرض الفيلم في الولايات المتحدة يوم 2 أغسطس 1996.

## ملخص الفيلم
(ماتيلدا) طفلة غير عادية، تمتاز بذكاء فائق، وقدرات خارقة للطبيعة، منها قدرتها على تحريك الأشياء باستخدام قواها العقلية، ولكن (ماتيلدا) تبقي قدراتها سرًا في ظل القدر الذي جعلها ابنة أسوأ والدين يمكن أن يعيش معهما طفل، فوالدا (ماتيلدا) شديدا القسوة، لا يهتمان بها على الإطلاق، ولا يفكران في مستقبلها، ولهذا يقومان بإرسالها إلى مدرسة تديرها السيدة المتوحشة (أجاثا) ، التي تزيد من العذاب الذي تلاقيه الطفلة الموهوبة، ولكن (ماتيلدا) تجد بارقة أمل في المدرسة متمثلة في المعلمة الطيبة (هوني) التي تحب الطفلة، وتكتشف مواهبها، وتساعدها على الصمود في حياتها الصعبة، وتكون معها جبهة تتصدى لجبهة الشر المتمثلة في الوالدين، ومديرة المدرسة .

## طاقم العمل
- مارا ويلسون بدور ماتيلدا وورموود
- داني ديفيتو بدور هاري وورموود /الراوي
- ريا بيرلمان بدور زينيا وورموود
- إيمبث ديفيدتز بدور الأستاذة جينيفر هاني
- بام فيريس بدور الأستاذة ترونشبول
- بول روبنز بدور الوكيل الفيدرالي روب

### التقييم النقدي
حصل الفيلم على نسبة إقبالٍ هي 90 بالمئة من النقاد بناءً على 21 مراجعة على موقع الطماطم الفاسدة بمتوسط 7.5/10. "

## روابط خارجية
- مقالات تستعمل روابط فنية بلا صلة مع ويكي بيانات